# Califanthura latimana
Califanthura latimana är en kräftdjursart som först beskrevs av Oleg Grigor'evich Kussakin och Galina S. Vasina 1982.  Califanthura latimana ingår i släktet Califanthura och familjen Paranthuridae. Inga underarter finns listade i Catalogue of Life.